# بولتون الغربية (دائرة انتخابية في المملكة المتحدة)
بولتون الغربية  (بالإنجليزية: Bolton West)‏ هي إحدى الدوائر الانتخابية في المملكة المتحدة الممثلة في مجلس العموم في برلمان المملكة المتحدة.
}}</ref>}}</ref>
عضو البرلمان الذي يمثلها حالياً هو:Rt Hon Ruth Kelly (Lab).

## الحدود
كان هناك تغيرات كبيره على حدود بولتون الغربية (دائرة انتخابية في المملكة المتحدة) خلال عام 1983, حيث أن تم إنشاء شمال شرق بولتون (دائرة انتخابية في المملكة المتحدة) من أجزاء المنطقة.